# Іжовська сільська рада
Іжовська сільська рада (біл. Іжаўскі сельсавет) — адміністративно-територіальна одиниця в складі Вілейського району розташована в Мінській області Білорусі. Адміністративний центр — Іжа.
Іжовська сільська рада розташована на межі центральної Білорусі, у північній частині Мінської області орієнтовне розташування — супутникові знимки [Архівовано 25 серпня 2011 у WebCite], на північний захід від Вілейки.
До складу сільради входять 27 населених пунктів:
- Борові
- Бересниха
- Дворець
- Застінки
- Зеноново
- Зольки
- Іжа
- Канатиха
- Колодки
- Королівці
- Кулиха
- Курники
- Лісники
- Лицевичі
- Любки
- Лядо
- Макаричі
- Муляри
- Новодубове
- Роличі
- Слобода
- Спягло
- Стародубове
- Тарасовичі
- Шляпи
- Ями
- Качки